# Blessing Okagbare
Blessing Okagbare-Ighoteguonor (Sapele, 9 ottobre 1988) è un'ex velocista e lunghista nigeriana.
Durante i giochi olimpici estivi di Tokyo 2020 viene sospesa per doping a causa di una positività riscontrata all'ormone della crescita. L'anno successivo viene confermata una squalifica di 11 anni per multiple violazioni.

## Record nazionali

### Seniores
- 100 metri piani: 10"79 ( Londra, 27 luglio 2013)

## Palmarès
| Anno | Manifestazione          | Sede           | Evento         | Risultato  | Prestazione | Note                                     |
| ---- | ----------------------- | -------------- | -------------- | ---------- | ----------- | ---------------------------------------- |
| 2006 | Mondiali juniores       | Pechino        | Salto in lungo | 17ª (q)    | 5,97 m      |                                          |
| 2006 | Mondiali juniores       | Pechino        | Salto triplo   | 16ª (q)    | 12,81 m     |                                          |
| 2007 | Giochi panafricani      | Algeri         | Salto in lungo | Argento    | 6,46 m      |                                          |
| 2008 | Giochi olimpici         | Pechino        | Salto in lungo | Argento    | 6,91 m      | Miglior prestazione personale            |
| 2010 | Campionati africani     | Nairobi        | 100 m piani    | Oro        | 11"03       | Record dei campionati                    |
| 2010 | Campionati africani     | Nairobi        | Salto in lungo | Oro        | 6,62 m      |                                          |
| 2010 | Campionati africani     | Nairobi        | 4×100 m        | Oro        | 43"45       |                                          |
| 2011 | Mondiali                | Taegu          | 100 m piani    | 5ª         | 11"12       |                                          |
| 2011 | Mondiali                | Taegu          | Salto in lungo | 18ª (q)    | 6,36 m      |                                          |
| 2011 | Mondiali                | Taegu          | 4×100 m        | 5ª         | 42"93       |                                          |
| 2011 | Giochi panafricani      | Maputo         | 100 m piani    | Argento    | 11"01       | Miglior prestazione personale stagionale |
| 2011 | Giochi panafricani      | Maputo         | Salto in lungo | Oro        | 6,50 m      |                                          |
| 2011 | Giochi panafricani      | Maputo         | 4×100 m        | Oro        | 43"34       |                                          |
| 2012 | Campionati africani     | Porto-Novo     | 100 m piani    | Argento    | 11"18       |                                          |
| 2012 | Campionati africani     | Porto-Novo     | Salto in lungo | Oro        | 6,96 m      | Record dei campionati                    |
| 2012 | Giochi olimpici         | Londra         | 100 m piani    | 8ª         | 11"01       |                                          |
| 2012 | Giochi olimpici         | Londra         | Salto in lungo | 15ª (q)    | 6,34 m      |                                          |
| 2012 | Giochi olimpici         | Londra         | 4×100 m        | 4ª         | 42"64       | Miglior prestazione personale stagionale |
| 2013 | Mondiali                | Mosca          | 100 m piani    | 6ª         | 11"04       |                                          |
| 2013 | Mondiali                | Mosca          | 200 m piani    | Bronzo     | 22"32       |                                          |
| 2013 | Mondiali                | Mosca          | Salto in lungo | Argento    | 6,99 m      |                                          |
| 2014 | World Relays            | Nassau         | 4×100 m        | 4ª         | 42"67       | Miglior prestazione personale stagionale |
| 2014 | Giochi del Commonwealth | Glasgow        | 100 m piani    | Oro        | 10"85       | Record dei Giochi                        |
| 2014 | Giochi del Commonwealth | Glasgow        | 200 m piani    | Oro        | 22"25       |                                          |
| 2014 | Giochi del Commonwealth | Glasgow        | 4×100 m        | Argento    | 42"92       |                                          |
| 2014 | Campionati africani     | Marrakech      | 100 m piani    | Oro        | 11"00       | Record dei campionati                    |
| 2014 | Campionati africani     | Marrakech      | 4×100 m        | Oro        | 43"56       |                                          |
| 2015 | World Relays            | Nassau         | 4×100 m        | 7ª         | 42"99       | Miglior prestazione personale stagionale |
| 2015 | World Relays            | Nassau         | 4×200 m        | Oro        | 1'30"52     | Miglior prestazione mondiale stagionale  |
| 2015 | Mondiali                | Pechino        | 100 m piani    | 8ª         | 11"02       |                                          |
| 2015 | Giochi panafricani      | Brazzaville    | 4×100 m        | Oro        | 43"10       |                                          |
| 2016 | Giochi olimpici         | Rio de Janeiro | 100 m piani    | Semifinale | 11"09       |                                          |
| 2016 | Giochi olimpici         | Rio de Janeiro | 200 m piani    | Semifinale | 22"69       |                                          |
| 2016 | Giochi olimpici         | Rio de Janeiro | 4×100 m        | 8ª         | 43"21       |                                          |
| 2017 | Mondiali                | Londra         | 100 m piani    | Semifinale | 11"08       |                                          |
| 2017 | Mondiali                | Londra         | Salto in lungo | 8ª         | 6,55 m      |                                          |
| 2018 | Giochi del Commonwealth | Gold Coast     | 4×100 m        | Bronzo     | 42"75       |                                          |
| 2018 | Campionati africani     | Asaba          | 4×100 m        | Oro        | 43"77       |                                          |
| 2019 | Giochi panafricani      | Rabat          | 100 m piani    | Semifinale | dq          |                                          |
| 2019 | Giochi panafricani      | Rabat          | 4×100 m        | Oro        | 44"16       |                                          |
| 2019 | Mondiali                | Doha           | 200 m piani    | Batteria   | dq          |                                          |
| 2019 | Mondiali                | Doha           | 4×100 m        | Batteria   | 43"05       |                                          |

## Altre competizioni internazionali
2010
- Bronzo in Coppa continentale ( Spalato), 100 m piani - 11"14
- 6ª in Coppa continentale ( Spalato), salto in lungo - 6,34 m